# Арборио
Арборио (итал. Arborio) је насеље у Италији у округу Верчели, региону Пијемонт.
Према процени из 2011. у насељу је живело 830 становника. Насеље се налази на надморској висини од 188 м.

## Становништво
Према резултатима пописа становништва 2011. у општини је живело 909 становника.
| 1931. | 1936. | 1951. | 1961. | 1971. | 1981. | 1991. | 2001. | 2011. |
| ----- | ----- | ----- | ----- | ----- | ----- | ----- | ----- | ----- |
| 1.639 | 1.587 | 1.390 | 1.323 | 1.178 | 1.134 | 1.007 | 1.033 | 909   |